# Phaeangellina empetri
Phaeangellina empetri är en svampart som först beskrevs av William Phillips, och fick sitt nu gällande namn av Dennis 1955. Phaeangellina empetri ingår i släktet Phaeangellina och familjen Helotiaceae.  Arten är reproducerande i Sverige. Inga underarter finns listade i Catalogue of Life.